# Manstein (Adelsgeschlecht)
Manstein ist der Name eines altpreußischen Adelsgeschlechts, das vom 18. bis 20. Jahrhundert viele hohe Offiziere und Generäle hervorbrachte.

Wappen derer von Manstein

## Geschichte

### Herkunft
Das Geschlecht erscheint erstmals urkundlich 1308 und 1311 mit Mansto, nobilis de Samethia (Samaiten), Manstas aus Niederlitauen (Žemaitija), dem Bischof Eberhard von Ermland am 24. April 1321 den Besitz von 25 Hufen Landes in Schardeniten (Schardenigk bei Seeburg) bestätigt.
Nach Zedlitz-Neukirch waren die von Manstein stammesverwandt mit der Familie von Steinmann.

### Persönlichkeiten
Aus dem Geschlecht sind bedeutende Persönlichkeiten hervorgegangen, die vor allem als Offiziere in der Preußischen Armee zu höchsten Würden gelangten.
Ernst Sebastian von Manstein (* 1678) starb 1747 als kaiserlich russischer Generalleutnant und Gouverneur von Reval. Aus seiner Ehe mit einer Tochter aus dem Geschlecht von Ditmar stammte der Sohn Christoph Hermann von Manstein (1711–1757). Er stand zunächst wie sein Vater in russischen Diensten, trat aber 1745 in preußische Dienste und starb 1757 als preußischer Generalmajor. Leopold Sebastian von Manstein (1717–1777) wurde 1762 Chef des Kürassierregiments „von Horn“ und 1764 zum Generalmajor befördert. Er erhielt von König Friedrich II. den höchsten preußischen Tapferkeitsorden Pour le Mérite. 1768 übertrug ihm sein König die Amtshauptmannschaft zu Tilsit sowie 1770 die zu Cöslin.
Gustav von Manstein (1805–1877), ein Nachkomme des oben genannten Christoph Hermann, wurde 1863 Generalleutnant und Kommandeur der 6. Division. 1866 erhielt er für seine Verdienste während des Deutsch-Dänischen und des Deutschen Krieges den Orden Pour le Mérite. 1867 wurde er zum Kommandierenden General des IX. Armee-Korps ernannt und 1868 zum General der Infanterie befördert. Für seine Erfolge im Deutsch-Französischen Krieg erhielt er eine Dotation von 100.000 Talern. 1873 nahm er seinen Abschied und starb 1877. Albrecht Gustav war der Adoptivgroßvater von Erich von Lewinski, genannt von Manstein (1887–1973), Generalfeldmarschall im Zweiten Weltkrieg.

### Besitzungen
Um 1700 besaß die Familie von Manstein das Gut Juckstein im ehemaligen Landkreis Ragnit. 1727 waren Angehörige zu Kaukern im Landkreis Insterburg und zu Thomsdorf im Landkreis Preußisch Eylau begütert. 1747 war Laack in Estland in Familienbesitz derer von Manstein sowie 1781 Eichstädt im Landkreis Osthavelland in Brandenburg, Fuchswinkel bei Neisse und Kaschewen bei Wohlau in Schlesien. Zeitweise war auch Pudliszki im Landkreis Kröben in der Provinz Posen im Besitz bzw. Teilbesitz der Familie.

## Wappen
Das geteilte Wappen zeigt oben in Rot (auch in Gold) einen wachsenden rot-behalsbandeten silbernen (auch schwarzen) Hund, unten von Rot und Silber geschacht. Auf dem Helm mit rot-silbernen Decken der Hund wachsend.

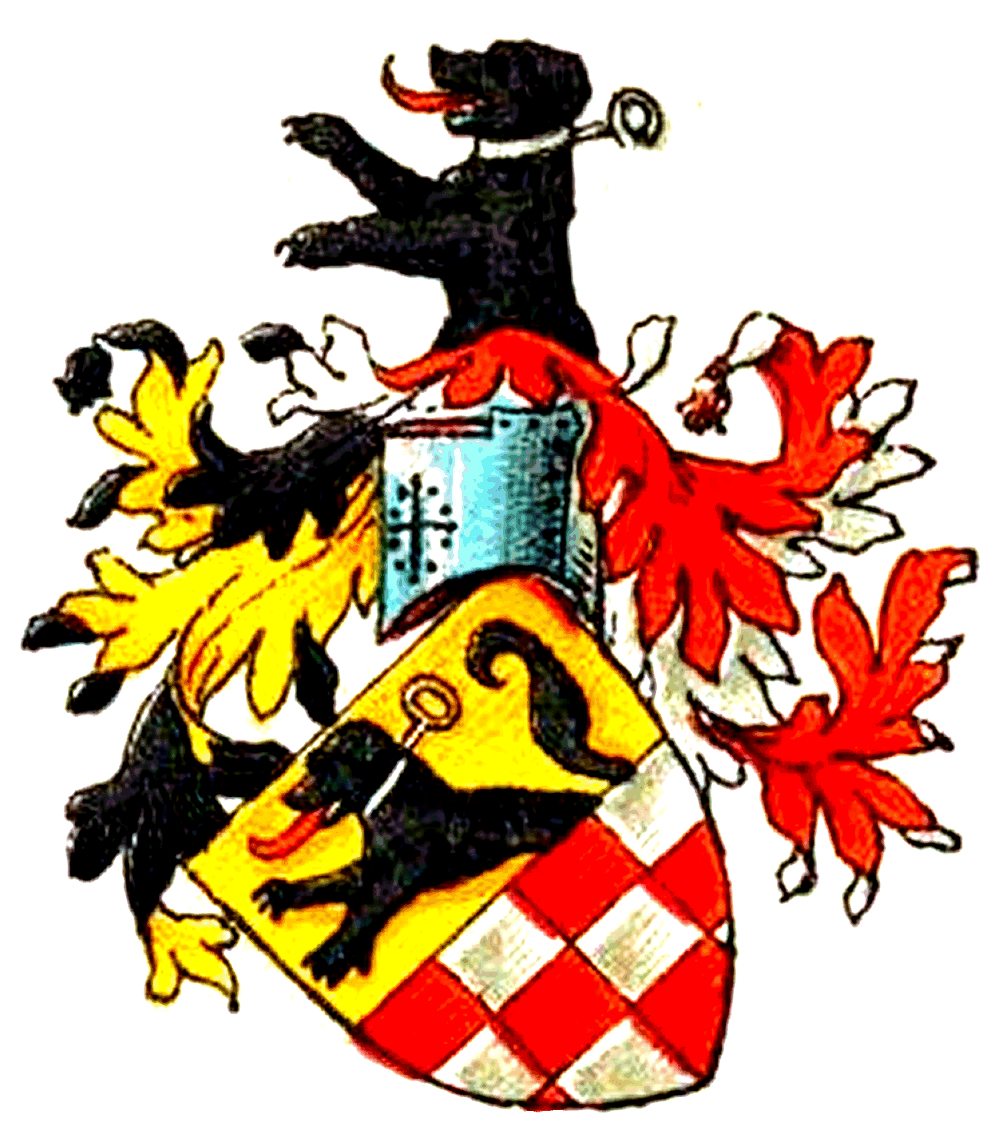
Wappenvariante derer von Manstein
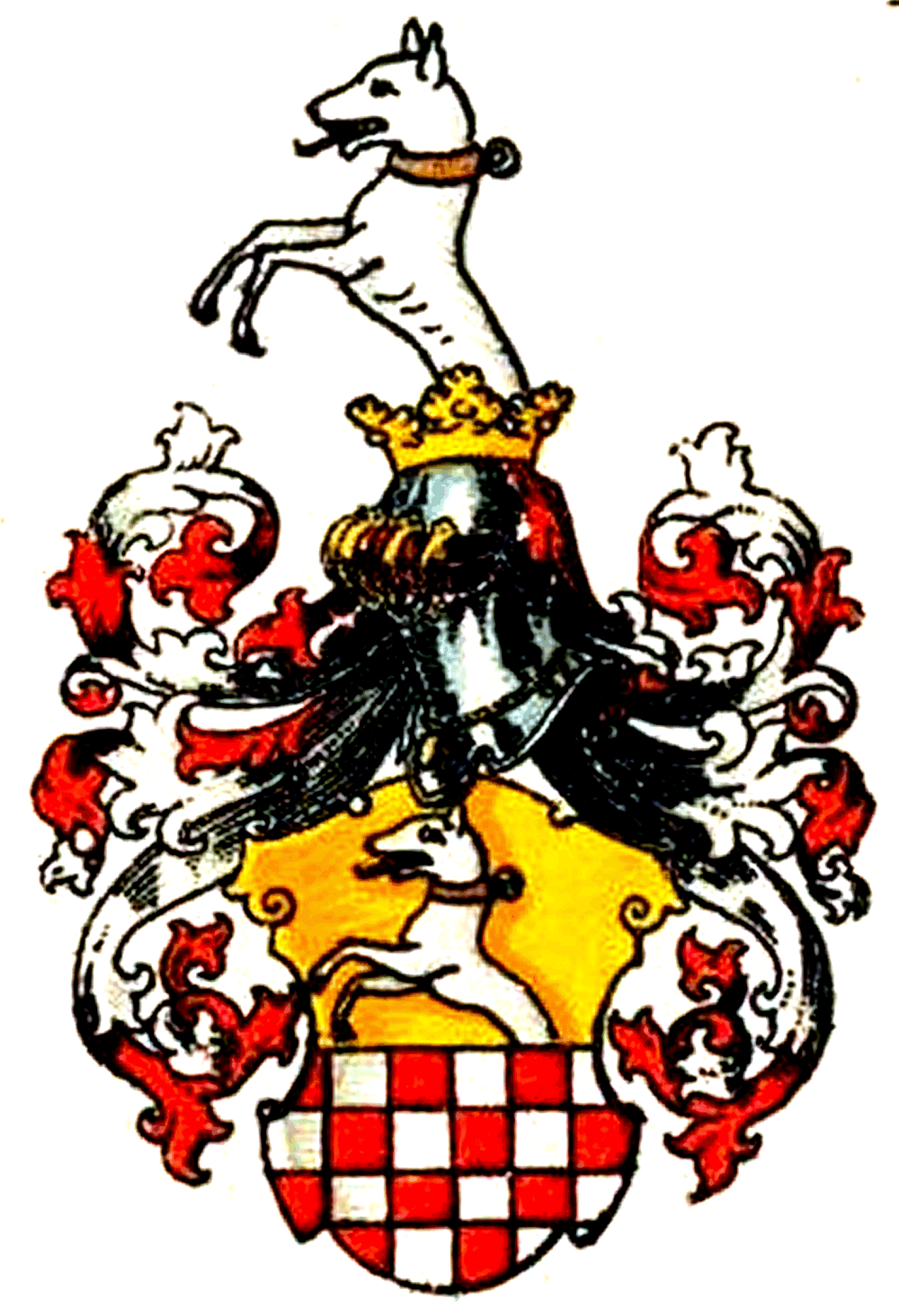
Wappenvariante derer von Manstein

## Bekannte Familienmitglieder
- Alexander Sebastian von Manstein, Major, 20. Juli 1794 Träger[6] des Ordens Pour le Mérite
- Christoph Hermann von Manstein (1711–1757), preußischer General
- Erich von Manstein, geboren als Fritz Erich von Lewinski (1887–1973), deutscher Generalfeldmarschall
- Ernst von Manstein (1794–1876), preußischer Generalleutnant
- Ernst Sebastian von Manstein (1678–1747), russischer Generalleutnant, Gouverneur von Reval
- Georg Friedrich von Manstein (1702–1757), preußischer Obrist
- Georg von Manstein (1844–1913), preußischer Generalleutnant
- Gustav von Manstein (1805–1877), preußischer General der Infanterie
- Hermann Johann Ernst von Manstein (1742–1808), preußischer Generalleutnant; Generaladjutant
- Johann Bernhard von Manstein (1740–1816), preußischer Generalmajor
- Johann Dietrich von Manstein (1706–1759), preußischer Obrist
- Johann Gottlieb Wilhelm von Manstein (1729–1800), preußischer Generalleutnant
- Leopold Sebastian von Manstein (1717–1777), preußischer Generalmajor
- Richard Viktor von Manstein (1838–1896), Offizier der amerikanischen Konföderierten (als Richard Manston)
- Samuel Alexander von Manstein (1773–1851), preußischer Generalmajor
- Wilhelm Dietrich von Manstein (1741–1809), preußischer Generalmajor